# (35188) 1993 VP3
1993 في بي 3 (ويعرف أيضًا باسم (35188) 1993 في بي 3 وفق تسمية الكوكب الصغير) (بالإنجليزية: 1993 VP3)‏ هو كويكب ضمن حزام الكويكبات؛ وترتيبه 35188 من حيث الاكتشاف.
اكتُشف هذا الجُرم الفلكي بواسطة هيروشي كانيدا في 11 نوفمبر 1993.

## وصلات خارجية
- (35188) 1993 VP3 في قاعدة بيانات مختبر الدفع النفاث لأجرام النظام الشمسي الصغيرة

- الاكتشاف · مخطط المدار ·  العناصر المدارية · المعلمات المادية

- (35188) 1993 VP3 على موقع ويكي سكاي: DSS2, SDSS, GALEX, IRAS, Hydrogen α, X-Ray, Astrophoto, Sky Map, Articles and images